# متال گیر سالید مجموعه اچ‌دی
متال گیر سالید مجموعه اچ‌دی (به انگلیسی: Metal Gear Solid HD Collection) یک مجموعه بازی ویدئویی توسعه‌یافته توسط بلوپوینت گیمز که تلفیقی از چندین نسخه از مجموعه بازی‌های مخفی‌کاری متال گیر است، که در سال ۲۰۱۱ برای کنسول‌های پلی‌استیشن ۳ و اکس‌باکس ۳۶۰، و ۲۰۱۲ برای پلی‌استیشن ویتا منتشر شده‌است. نسخهٔ پلی‌استیشن ۳ و اکس‌باکس ۳۶۰ این مجموعه با کیفیت اچ‌دی شامل؛ متال گیر سالید ۲: فرزندان آزادی، متال گیر سالید ۳: اسنیک ایتر و متال گیر سالید: رهرو صلح می‌باشد، در حالی که در نسخه کنسول بازی دستی پلی‌استیشن ویتا، رهرو صلح حذف شده و فقط دارای دو نسخه دوم و سوم این سری است.